# Gare de Kef Salah
La gare de Kef Salah est une gare ferroviaire algérienne située sur le territoire de la commune de Didouche Mourad, dans la wilaya de Constantine.

## Situation ferroviaire
La gare est située dans le sud de la commune de Didouche Mourad, sur la ligne d'Alger à Skikda où elle est précédée de la gare de Hamma Bouziane et suivie de celle de Didouche Mourad.

## Service des voyageurs

### Desserte
La gare de Kef Salah est desservie par les trains régionaux des liaisons :
- Constantine - Skikda[1] ;
- Constantine - Zighoud Youcef[2].